# Thyene orbicularis
Thyene orbicularis är en spindelart som först beskrevs av Carl Eduard Adolph Gerstäcker 1873.  Thyene orbicularis ingår i släktet Thyene och familjen hoppspindlar. Inga underarter finns listade i Catalogue of Life.